# Verbascum patris
Verbascum patris là một loài thực vật có hoa trong họ Huyền sâm. Loài này được Bordz. miêu tả khoa học đầu tiên.